# Dean Whitehead
Dean Whitehead (Abingdon-on-Thames, 21 gennaio 1982) è un allenatore di calcio ed ex calciatore inglese, di ruolo centrocampista, tecnico in seconda del Blackburn.
Assieme a Jonathan Walters, Kenwyne Jones, Robert Huth, Ryan Shotton, è primatista di presenze (10) con la maglia dello Stoke City nelle competizioni calcistiche europee.

## Caratteristiche tecniche
Vertice basso di centrocampo, box-to-box, in grado di dettare i ritmi di gioco e di impostare l'azione. Il suo contributo risulta prezioso anche in fase di non possesso, avallato da intelligenza tattica e dalla capacità di lettura del gioco avversario, doti che gli consentono di contrastare con efficacia l'avversario e di recuperare il possesso della sfera.
In passato è stato utilizzato sia da esterno offensivo lungo l'out sinistro, che da terzino destro.

## Carriera

### Giocatore
Muove i suoi primi passi nelle giovanili dell'Oxford Utd, in cui entra a far parte all'età di 9 anni. Il 21 giugno 2004 passa a parametro zero al Sunderland, con cui firma un triennale. Il 13 agosto 2005 esordisce in Premier League contro il Charlton, disputando la gara dal 1'.
Il 24 giugno 2009 lascia i Black Cats - di cui è stato anche capitano - dopo cinque anni, firmando un quadriennale con lo Stoke City in cambio di 3 milioni di sterline, esclusi bonus. Esordisce con i Potters il 15 agosto contro il Burnley, alla prima di campionato. Il 28 luglio 2011 esordisce nelle competizioni europee contro l'Hajduk Spalato, in un incontro preliminare valido per l'accesso alla fase finale di Europa League, subentrando al 75' al posto di Jermaine Pennant.
Dopo aver trascorso la stagione da riserva alle spalle di Glenn Whelan e Steven N'Zonzi, il 2 giugno 2013 firma un biennale con il Middlesbrough, in Championship. Non avendo garanzie tecniche riguardo ad un suo continuo impiego da parte del tecnico Aitor Karanka, il 23 giugno 2015 lascia i Boro, accordandosi per due anni con l'Huddersfield Town.
Il 6 luglio 2017, archiviata la promozione in Premier League, la società ne annuncia il rinnovo per un'ulteriore stagione. L'11 maggio 2018 annuncia la decisione di ritirarsi al termine del campionato; appesi gli scarpini al chiodo entra nello staff tecnico di David Wagner a partire dal gennaio 2019, in qualità di tecnico dell'Under-17.

### Allenatore
Il 16 giugno 2023 entra a far parte dello staff tecnico di Valérien Ismaël al Watford con il ruolo di vice allenatore.

## Statistiche

### Presenze e reti nei club
Statistiche aggiornate al 6 gennaio 2018.
| Stagione                 | Squadra                  | Campionato               | Campionato | Campionato | Coppe nazionali | Coppe nazionali | Coppe nazionali | Coppe continentali | Coppe continentali | Coppe continentali | Altre coppe | Altre coppe | Altre coppe | Totale | Totale |
| Stagione                 | Squadra                  | Comp                     | Pres       | Reti       | Comp            | Pres            | Reti            | Comp               | Pres               | Reti               | Comp        | Pres        | Reti        | Pres   | Reti   |
| ------------------------ | ------------------------ | ------------------------ | ---------- | ---------- | --------------- | --------------- | --------------- | ------------------ | ------------------ | ------------------ | ----------- | ----------- | ----------- | ------ | ------ |
| 1999-2000                | Oxford Utd               | SD                       | 0          | 0          | FACup+CdL       | 0               | 0               | -                  | -                  | -                  | FLT         | 1           | 0           | 1      | 0      |
| 2000-2001                | Oxford Utd               | SD                       | 20         | 0          | FACup+CdL       | 1+2             | 0               | -                  | -                  | -                  | FLT         | 0           | 0           | 23     | 0      |
| 2001-2002                | Oxford Utd               | TD                       | 40         | 1          | FACup+CdL       | 1+1             | 0               | -                  | -                  | -                  | FLT         | 1           | 0           | 43     | 1      |
| 2002-2003                | Oxford Utd               | TD                       | 18         | 1          | FACup+CdL       | 2+1             | 0               | -                  | -                  | -                  | FLT         | 1           | 0           | 22     | 1      |
| 2003-2004                | Oxford Utd               | TD                       | 44         | 7          | FACup+CdL       | 1+2             | 0               | -                  | -                  | -                  | FLT         | 0           | 0           | 47     | 7      |
| Totale Oxford Utd        | Totale Oxford Utd        | Totale Oxford Utd        | 122        | 9          |                 | 11              | 0               |                    | -                  | -                  |             | 3           | 0           | 136    | 9      |
| 2004-2005                | Sunderland               | FLC                      | 42         | 5          | FACup+CdL       | 2+2             | 0               | -                  | -                  | -                  | -           | -           | -           | 46     | 5      |
| 2005-2006                | Sunderland               | PL                       | 37         | 3          | FACup+CdL       | 2+2             | 1+0             | -                  | -                  | -                  | -           | -           | -           | 41     | 4      |
| 2006-2007                | Sunderland               | FLC                      | 45         | 4          | FACup+CdL       | 1+1             | 0               | -                  | -                  | -                  | -           | -           | -           | 47     | 4      |
| 2007-2008                | Sunderland               | PL                       | 27         | 1          | FACup+CdL       | 1+0             | 0               | -                  | -                  | -                  | -           | -           | -           | 28     | 1      |
| 2008-2009                | Sunderland               | PL                       | 34         | 0          | FACup+CdL       | 1+3             | 0               | -                  | -                  | -                  | -           | -           | -           | 38     | 0      |
| Totale Sunderland        | Totale Sunderland        | Totale Sunderland        | 185        | 13         |                 | 15              | 1               |                    | -                  | -                  |             | -           | -           | 200    | 14     |
| 2009-2010                | Stoke City               | PL                       | 36         | 0          | FACup+CdL       | 4+0             | 1               | -                  | -                  | -                  | -           | -           | -           | 40     | 1      |
| 2010-2011                | Stoke City               | PL                       | 37         | 2          | FACup+CdL       | 4+2             | 0               | -                  | -                  | -                  | -           | -           | -           | 43     | 2      |
| 2011-2012                | Stoke City               | PL                       | 33         | 0          | FACup+CdL       | 4+0             | 0               | UEL                | 10                 | 1                  | -           | -           | -           | 47     | 1      |
| 2012-2013                | Stoke City               | PL                       | 26         | 1          | FACup+CdL       | 3+1             | 0               | -                  | -                  | -                  | -           | -           | -           | 30     | 1      |
| Totale Stoke City        | Totale Stoke City        | Totale Stoke City        | 132        | 3          |                 | 18              | 1               |                    | 10                 | 1                  |             | -           | -           | 160    | 5      |
| 2013-2014                | Middlesbrough            | FLC                      | 37         | 1          | FACup+CdL       | 1+0             | 0               | -                  | -                  | -                  | -           | -           | -           | 38     | 1      |
| 2014-2015                | Middlesbrough            | FLC                      | 18+3       | 0          | FACup+CdL       | 2+2             | 0               | -                  | -                  | -                  | -           | -           | -           | 25     | 0      |
| Totale Middlesbrough     | Totale Middlesbrough     | Totale Middlesbrough     | 55+3       | 1          |                 | 5               | 0               |                    | -                  | -                  |             | -           | -           | 63     | 1      |
| 2015-2016                | Huddersfield Town        | FLC                      | 34         | 0          | FACup+CdL       | 1+1             | 0               | -                  | -                  | -                  | -           | -           | -           | 36     | 0      |
| 2016-2017                | Huddersfield Town        | FLC                      | 16         | 0          | FACup+CdL       | 4+0             | 0               | -                  | -                  | -                  | -           | -           | -           | 20     | 0      |
| 2017-2018                | Huddersfield Town        | PL                       | 3          | 0          | FACup+CdL       | 1+2             | 0               | -                  | -                  | -                  | -           | -           | -           | 6      | 0      |
| Totale Huddersfield Town | Totale Huddersfield Town | Totale Huddersfield Town | 53         | 0          |                 | 9               | 0               |                    | -                  | -                  |             | -           | -           | 62     | 0      |
| Totale carriera          | Totale carriera          | Totale carriera          | 550        | 26         |                 | 58              | 2               |                    | 10                 | 1                  |             | 3           | 0           | 621    | 29     |

## Palmarès

### Club

#### Competizioni nazionali
- Football League Championship: 2

Sunderland: 2004-2005, 2006-2007

### Individuale
- PFA Football League Championship Team of the Year: 1[23]

2006-2007